# Városi Sportcsarnok (Békéscsaba)
A békéscsabai Városi Sportcsarnok egy multifunkcionális, mintegy 2300 férőhellyel rendelkező, modern sportcsarnok, Békés vármegye legnagyobb ilyen jellegű építménye, a Békéscsabai Előre NKSE otthona. A férőhelyek nagy része ülőhely.

## Története
Békéscsabán nagyon sokáig gondot jelentett a megfelelő nagyságú sportcsarnok hiánya. Már a '70-es években is akut volt a probléma, lévén a város beltéri csapatai férfi és női kézilabdacsapatok, röplabda sokszor megfelelő terem hiányában a szomszédos városokban (Mezőberény), vagy nyílt pályán kellett játszaniuk, ami balesetveszélyes volt. Amikor a női kézilabdacsapat a '80-as évek elején felkerült a Nemzeti Bajnokság legmagasabb osztályába, akkor égetővé vált egy normál méretű kézilabdacsarnok felhúzása. Átmeneti jelleggel a 2. Számú Általános Iskola mellett lévő üres telken rohamtempóban, társadalmi összefogással a megye nagyvállalataival közösen 1982-re felépítettek egy akkoriban igen nagynak számító tornatermet.
Azonban a kézilabdacsapat állandó jó szereplése és a békéscsabaiak már-már hagyományosnak mondható sportok iránti rajongása miatt a terem rendszeresen kicsinek bizonyult. Ez megérlelte a város és a megye vezetőinek azt a döntését, hogy új, nagyobb csarnok kell a megyeszékhelynek.
Csehszlovákiai építőmérnökökkel kezdődött meg az építkezés, amit a római Colosseum mintájára kívántak megvalósítani. Az építkezés döntően állami forrásokból valósult meg, így ez lett a szocializmus időszak utolsó nagyobb beruházása Békéscsabán. 1988. március 19-én adták át a nagyközönségnek.
A '90-es évek közepétől leépülés volt tapasztalható, a jól felszerelt büfét leszerelték, a mérkőzéseken tapasztalható rendbontások miatt immáron az étterem sem üzemelt. Az építményre nem sokat költöttek, több minden eltűnt, vagy használhatatlanná vált.
A 2004-es női kézilabda-Európa-bajnokság rendezését Szeged nem vállalta, de a megüresedő helyre azonnal jelentkezett a város. Emiatt több átalakítást volt szükséges végezni a csarnokon, új korszerű eredményjelzőt kapott, felújították az öltözőket, új termeket, fogadóegységeket alakítottak ki. A falakat pár helyen visszavágták, hogy biztosítani tudják a pályától való megfelelő távolságot. A Sportcsarnok üzemeltetője és a város az EB lezárultával megvásárolta a pálya burkolatát, így a jövőben is alkalmas a csarnok akár világversenyek megrendezésére is.
2014-ben Európai Uniós forrásból, a KEOP keretében megvalósult a sportcsarnok energetikai korszerűsítése, amely több részterületet foglalt magában. Megvalósult a homlokzat hő- és tűzvédelmi célú szigetelése, a lapos tető hő- és vízszigetelése, a nyílászárók cseréje hőszigetelt üvegezésűekre – ezen belül a legfelső szinten, tűzriadó esetén automatikusan kinyíló, elektronikus vezérlésű füstmentesítő ablakok beépítésével –, 48 kilowatt teljesítményű fotovoltaikus rendszer telepítése, hővisszanyerős szellőző rendszer kialakítása és a fűtés, illetve a használati melegvíz-ellátás korszerűsítése négy darab gáz-abszorpciós hőszivattyú és egy kondenzációs kazán üzembehelyezésével. Utóbbi megoldással megszűnt az a gyakorlat, hogy a Békés Megyei Kórház hőközpontjától vásárolják, gyakorlatilag távfűtésként a fűtési melegvizet a sportcsarnok számára. A belső terekben a meglévő radiátorok termosztatikus szabályozószelepekkel való felszerelése, a jelentős mértékben igénybevett kiszolgáló helyiségekben az elavult fénycsöves lámpatestek cseréje korszerűbb fénycsöves, illetve kompaktfénycsöves lámpatesekre, valamint a mellékhelyiségekben a meglévő izzós lámpatestek mozgásérzékelős kapcsolóval való kiegészítése valósult meg.
2020 folyamán, a Modern Városok Program keretében megvalósult a sportcsarnok teljes belső felújítása. Ennek során – két elkülönülő projektütemben – megtörtént a hotelszobák strukturális felújítása és számuk bővítése, 24 órás recepció kialakítása, az egykori étterem helyén VIP helyiségcsoport kialakítása, a folyosók, a  lépcsőházak és a márványburkolatú előcsarnokok felújítása és részleges funkcióbővítése, a mellékhelyiségek korszerűsítése, akadálymentes mosdó kialakítása, valamint az orvosi rendelő és a konditerem áthelyezése és fejlesztése. Maga a csarnoktér is megújult, új közlekedési- és sportpadló létesítésével, kiegészítő padlószőnyegek beszerzésével, szabványos operatőri- és sajtóhelyek kialakításával, a lelátók burkolatfelújításával és a régi székek lila-fehér színezésű székekre történő cseréjével. A felújítás energetikai fejlesztést is jelentett, megtörtént a gépészeti rendszerek – radiátoros- és padlófűtés, elektromos légkondicionálás, ivóvízellátás, szennyvízelvezetés, vákuumos csapadékvízelvezetés –, valamint az elektromos hálózatok – erőátvitel, világítás, gyengeáramú rendszerek – teljes korszerűsítése. Eszközbeszerzésekre is sor került.
A belső felújítás befejezése és az edzések újraindulása után az új sportpadlóval gondok adódtak, egy vizsgálat szerint a kiegészítő lakkozás elmaradása miatt rések alakultak ki a szélén, ahová a takarítóvegyszer beszivárgott és felpúposította a padlót, ezzel balesetveszélyt jelentve. 2021 januárjában így sor került a padló utólagos javítására.
2020-ban kezdődött a "Smart Grid I. ütem" elnevezésű városi energiahatékonysági projekt megvalósítása, melyet a Modern Városok Program keretében finanszírozott a kormány. A projekt során a sportcsarnok és a vívócsarnok mellett 2021 folyamán kialakításra került egy három különálló napelemparkparkból álló naperőmű, melynek összteljesítménye 1,3 MWh, valamint kialakításra került egy 2,4 MWh kapacitású és 1,2 MW teljesítményű, lítiumion-akkumulátoros villamosenergia-tároló, amely alkalmas rá, hogy a megtermelt, de fel nem használt áramot tárolja. A rendszert egy magyar fejlesztésű szoftver irányítja, a sportcsarnok és a vívócsarnok okos villanyóráiból szerzett információkból állapítja meg, mekkora az energiaszükségletük, és aszerint irányítja a létesítményekbe az áramot a tárolóból vagy a napelemekből. A rendszer arra is képes, hogy áramszünet esetén szigetüzembe állítsa a sportlétesítmények megtáplálását, ebben az esetben még akár 8 óráig is biztosítható a villamosenergia-ellátás oly módon, hogy közvetlenül az energiatárolóból nyerik az áramot a létesítmények. A rendszer egyúttal rendszeresen termelési és fogyasztási előrejelzést is készít.
2021-ben vette kezdetét a "Geotermikus hőhasznosítás Békéscsabán" elnevezésű, az ugyancsak a Modern Városok Programból finanszírozott városi energetikai projekt kivitelezése, amely igen jelentős a sportcsarnok és a vívócsarnok számára. A geotermikus termelőkút a Nádas soron, lényegében a stadion gyakorlópályái mögött lett kialakítva 2021 júniusa-augusztusa között, a hőközpont kivitelezése és a rendszer két visszasajtoló kútjának kialakítása pedig 2022-ben kezdődött a Gyulai úton elhelyezkedő sportcsarnok mellett. A kialakított távhőrendszer számos városi sportlétesítmény környezetbarát és gazdaságos fűtését fogja tudni biztosítani. Az érintett épületek a Kórház utcai stadion, az Előre Teniszklub, az Előre Székház, a Kórház utca folytatását képző Vandháti úton az Atlétikai Centrum és a vele egy területen működő Súlyemelőklub, valamint a közvetlenül a hőközpont mellett elhelyezkedő sportcsarnok és vívócsarnok, illetve kialakításra kerülnek a csatlakozások a leendő multifunkcionális sportcsarnok és a leendő versenyuszoda számára is. 2023-ban a projekt határidejét előreláthatatlan ideig meghosszabbították, mivel olyan nélkülözhetetlen pótmunkák merültek fel, amik többlettámogatást igényelnének, azonban annak biztosításáról az önkormányzat nem hozott döntést.

## Kihasználtsága
Az NBI-es női kézilabdameccseken kívül rendszeresen otthont ad NBII-es férfi kézilabdának, táncversenyeknek, kispályás focinak, különböző küzdősportoknak, gáláknak, expóknak, motokrosszversenyeknek. Sok békéscsabai középiskola is itt rendezi meg a végzős osztályai szalagavatóját is. Mivel megfelel minden nemzetközi feltételnek, ezért válogatott kézilabda-mérkőzéseket is rendeznek benne, rendszerint teltházzal, ami ilyen esetekben 2500 szurkolót jelent.
Korábban rendszeresen itt tartották a Csabai Sörfesztivál és Csülökparádét, mielőtt a rendezvény helyszíne Gyulára került volna át. Ugyancsak a sportcsarnok, illetve annak környezete adott otthont a Csabai kolbászfesztiválnak 2019-ig, majd az azt követő évben a koronavírus-járvány miatt nem került megrendezésre, 2021-ben pedig már a CsabaPark rendezvényközpontban került csökkentett, 2022-től pedig teljes üzemű megrendezésre. A helyszín változásának oka egyrészt, hogy a CsabaPark kialakításának fő szempontja eleve a gasztronómiai- és egyéb nagyrendezvények megrendezhetősége volt, másrészt a sportcsarnok mellett kialakításra került naperőmű és geotermikus kutak jelentősen behatárolják a helyszín használhatóságát – továbbá a tervek szerint versenyuszoda és multifunkciós sportcsarnok, valamint ezek kiszolgó parkolóövezetei is a korábban a fesztiválok által használt telkek helyén kerülnek majd kialakításra.
A sportcsarnok több busszal is megközelíthető: a Jaminából érkező 3K-es és 3V-s, a Linamar-tól érkező 8-as, a Tesco-tól érkező 8A-s és 8V-s, valamint a Lencsési lakótelepről érkező 17M busszal is.

## Sporthotel
A csarnokon belül hotel is működik, ahol mintegy tizenhét kétágyas hotelszoba és egy négyágyas lakosztály található. Minden szobához fürdőszoba és előtér csatlakozik. A sportcsarnok menekülő lépcsőháza a hotelszobák kiszolgáló folyosójához kapcsolódik. A sportcsarnokban két vendégszoba is található, melyek elrendezésükben megegyeznek a hotelszobákkal.